# 南大海村
南大海村（みなみおおみむら）は、石川県羽咋郡に存在した村。
村の名称はこの地域が江戸時代の「押水大海荘」の南部だったことによる。現在のかほく市の中では、この旧南大海村の区域のみ令制国の区分において能登国に属していた地域であった。
「みなみだいかいむら」とも呼ばれた。

## 地理
- 現在のかほく市の中で一番北に位置する。西は日本海に面し、西側は田んぼ、砂丘などの平坦な平野、東側は宝達丘陵の丘陵地となっている。
- 現在は七尾線、国道159号、国道471号、能登有料道路がこの地域を通り、高松サービスエリアもこの区域の中にある。
- 当時は、大海川周辺から採れる粘土を原料とした瓦の製造が発達していた。
- 川：大海川、野寺川

## 歴史
- 1889年（明治22年）4月1日 - 町村制の施行により、羽咋郡二ツ屋村、中沼村、瀬戸町村、夏栗村、元女（がんにょ）村、黒川村、八野村、野寺村および箕打村が合併し、南大海村が発足。当初役場は八野に設置。
- 1898年（明治31年）4月24日 - 七尾鉄道（現・七尾線）が開通。村内に駅は開設されず。
- 1935年（昭和10年） - 役場を夏栗に移転。
- 1948年（昭和23年）7月25日 - 集中豪雨により大海川が増水。橋が流される[1]。
- 1954年（昭和29年）7月15日 - 河北郡高松町と合併し、改めて河北郡高松町が発足。村役場のあった所には、現在はかほく市大海出張所がある。

## 教育
- 南大海村他1カ村学校組合立八野小学校（現・かほく市立大海小学校）